# Гай Фонтей Капітон (консул 12 року)
Гай Фонтей Капітон (лат. Gaius Fonteius Capito; ? — після 25) — державний діяч часів ранньої Римської імперії, консул 12 року.

## Життєпис
Походив з заможного плебейського роду Фонтеїв, його гілки Капітонів. Син Гая Фонтея Капітона, консула-суффекта 33 року до н. е. Здобув гарну освіту. Про проходження кар'єри замало відомостей.
У 12 році став консулом разом з Германіком. У липні того ж року його змінив Гай Віселій Варрон. У 22-23 роках як проконсул керував провінцією Азія. У 25 році був звинуваченим у зловживаннях під час каденції, але зумів виправдатися. Подальша доля невідома.

## Родина
- Гай Фонтей Капітон, консул 59 року